# Рапатово

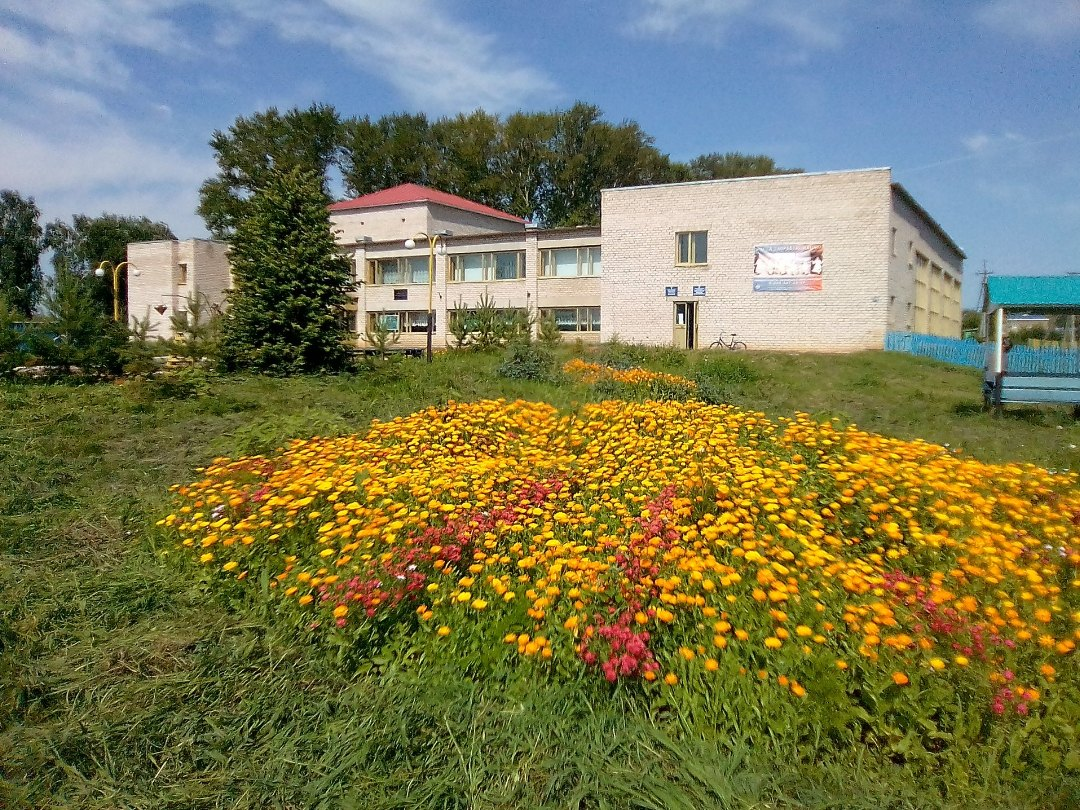
Дом культуры имени И. Смакова

Рапа́тово (баш. Рапат) — село в Чекмагушевском районе Башкортостана. Административный центр Рапатовского сельсовета.

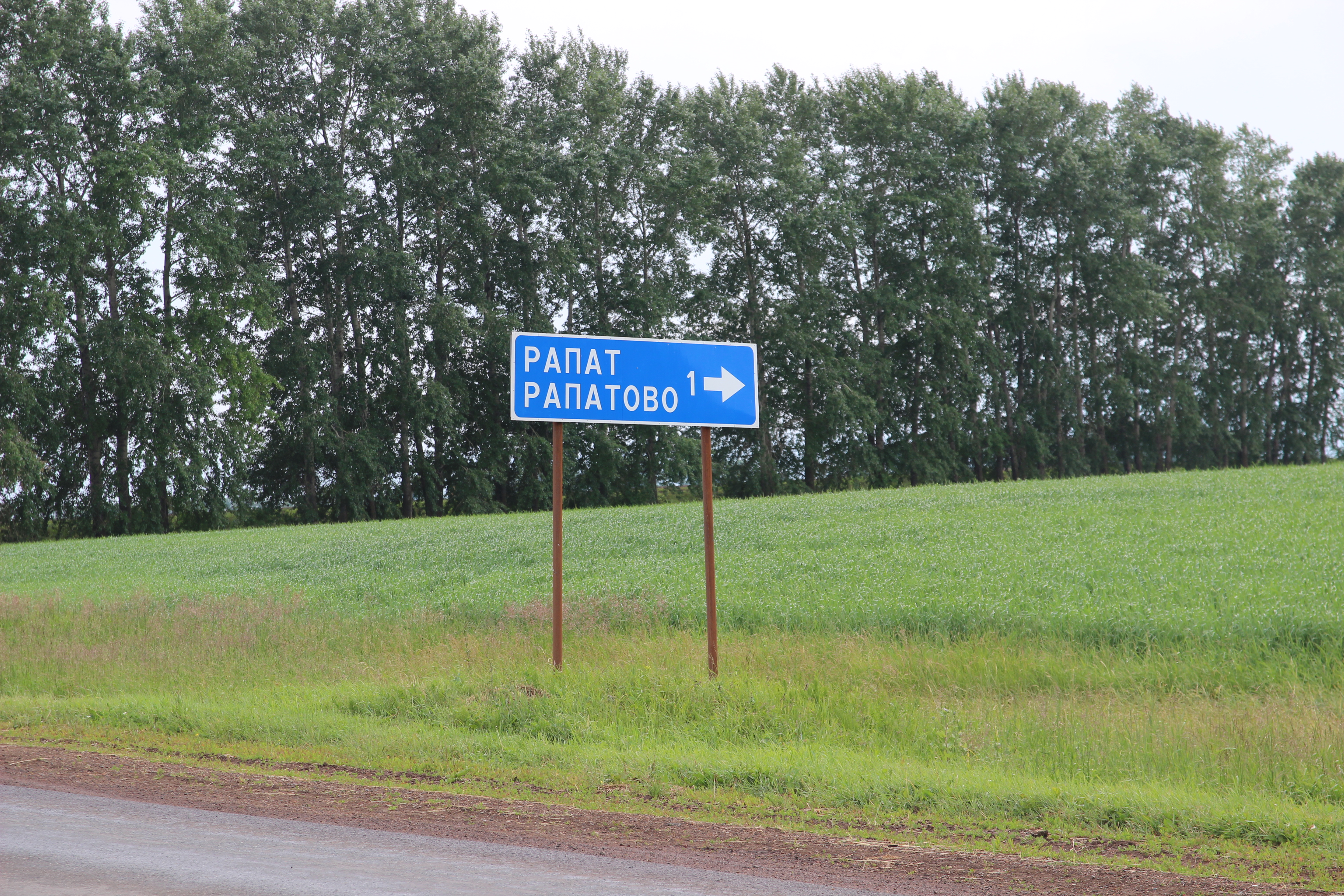
Дорожный знак в Рапатово

## Название
Происхождение названия села связывают с названием реки Рапатки, которое в свою очередь восходит к арабскому «рабат» — укреплённое поселение.

## История
Рапатово основано башкирами-вотчинниками рода Дуван в первой половине 18 века. Кроме вотчинников Дуванейской волости здесь жили башкиры-припущенники, перешедшие из Куюковой тюбы Канлинской волости.  После того, как в 1856г. предками великого башкирского поэта Шайхзады Бабича была основана д.Кигазытамак, башкиры в  числе 15 человек выехали в новое поселение к своим одноволощанам.
В составе 11-го башкирского полка в Отечественной войне 1812 г. участвовал башкир этого селения Файзулла Валитов
Мишари поселились в конце XVIII в.: семейства Алмухамета Минякова и Тавриса Сагитова. Тептяри (семейство Юртбагыша Габбасова) переселились в начале XIX в. из д. Митряй-Аюпово. Государственные крестьяне – тюменцы поселились по договору от 25 августа 1812  По этому договору башкиры-вотчинники д. Рапатово припустили на жительство в деревню за плату в 800 руб. служилых татар, мурз Аллагуловых и Ефаевых, переселившихся из д. Тумбасово и д. Тарханово Краснослободского уезда Пензенской губернии. Всего тогда поселилось в деревне шесть дворов (44 души м. п.) служилых татар. Под текстом договора стоят подписи и тамги башкир-вотчинников деревни Абдулханнана, Абдулвагапа, Абдулмуталлапа, Егофера Якшиевых, Юзюкея Тагирова, Ибрагима Хусеинова, Аслая Султанмуратова, Гусмана Ахмерова, Валита Усманова, Габдулсаляма Кандиева, Абдулхалика Габдулнафикова, Рахметуллы Ибрагимова, Ишмрата Ишбулдина, юртового сотника Ибрагима Гумерова, Ярмухамета Ишбердина, походного есаула Валиши Валитова, Ишбулды Якупова, Ишкильды Ишбулдина. 
В 1843 г. на 190 башкир было засеяно 168 пудов озимого хлеба и 856 пудов ярового. Было посажено 24 пуда картофеля. У башкир было 2, у мишарей — 1 мельница. Деревня имела 300 ульев.
В «Списке населенных мест по сведениям 1870 года», изданном в 1877 году, населённый пункт упомянут как деревня Рапатова (Ропотова) 4-го стана Белебеевского уезда Уфимской губернии. Располагалась при речках Рапатке и Чурбубаше, по левую сторону просёлочной дороги из Белебея в Бирск, в 120 верстах от уездного города Белебея и в 45 верстах от становой квартиры в деревне Курачева. В деревне, в 121 дворе жили 672 человека (331 мужчина и 341 женщина, татары, башкиры), была мечеть.
В 1891 г. башкиры д. Рапатово напали на имение помещицы Веригиной, уничтожили ее посевы, отняли у ее служащих загнанный скот, выбили стекла в окнах ее дома, грозили убить ее служащих и сжечь хутор, нанесли побои старосте волости. Власти направили против башкир крупные полицейские силы, 26 человек было арестовано. При этом большую услугу полиции оказал местный мулла Гайса Токтаров, заслуживший благодарность уфимского губернатора. Соседи рапатовцев, башкиры деревень Старокалмашево и Калмашбашево самовольно захватили землю у помещиков Мамлеевых, подожгли их лесную дачу и прогнали арендаторов землевладельца Кутлубаева. «Главные зачинщики беспорядков» в числе 15 человек взяты под стражу.
На 1896 год в деревне насчитывалось 223 двора, 613 человек мужского пола и 669 женского. Была 1 мечеть и 1 хлебозапасный магазин. 
Во время Великой Отечественной войны из Рапатово на фронт ушли 475 человек, а вернулись 234. В 1968 году был сооружён обелиск из кирпича облицованный белым мрамором (высота – 6 метров) и памятник солдату советской армии. В 2009 проведён капремонт. В 2019 году рядом установили стелу с именами участников войны. 
В 1970 году колхозу имени К. Маркса (который находился в Рапатово) присвоено звание "коллектива высокой культуры земледелия". В 1973 по заказу Министерства сельского хозяйства СССР, Свердловская киностудия сняла фильм "Колхоз в Башкирии", где рассказала про успехи колхоза из Рапатово.
В 1993 году построена новая мечеть. В 2013 сделан капитальный ремонт. Имам-хатыб - Ильясов Марат Миниханович (с 22 апреля 2005 года).
3 июня 2015 года улицы деревни затопило из-за сильного ливня. Дождь превратил деревенские дороги в настоящие бурные реки, река Рапатка вышла из берегов, поток переворачивал сельхозтехнику. Пострадавших нет.

## География
Расстояние до:
- республиканского центра (Уфа): 120 км,
- районного центра (Чекмагуш): 9 км,
- ближайшей ж/д станции (Буздяк): 60 км.

## Население
| 2002 | 2009 | 2010 |
| ---- | ---- | ---- |
| 908  | ↗929 | ↘830 |

Национальный состав
В 1795 году в Рапатово проживало 85 башкир, 11 мишарей и 4 тептяра. 
В 1816 -  123 башкира и 20 мишарей.
В 1834 - 190 башкир, 26 мишарей и 8 тептярей.
В 1850 - 255 башкир, 45 мишарей, 9 тептярей.
В 1859 - 294 башкира, 60 мишарей и 5 тептярей.
В 1917 - 405 башкир, 267 татар.
В 1920 - 903 башкир, 838 татар.

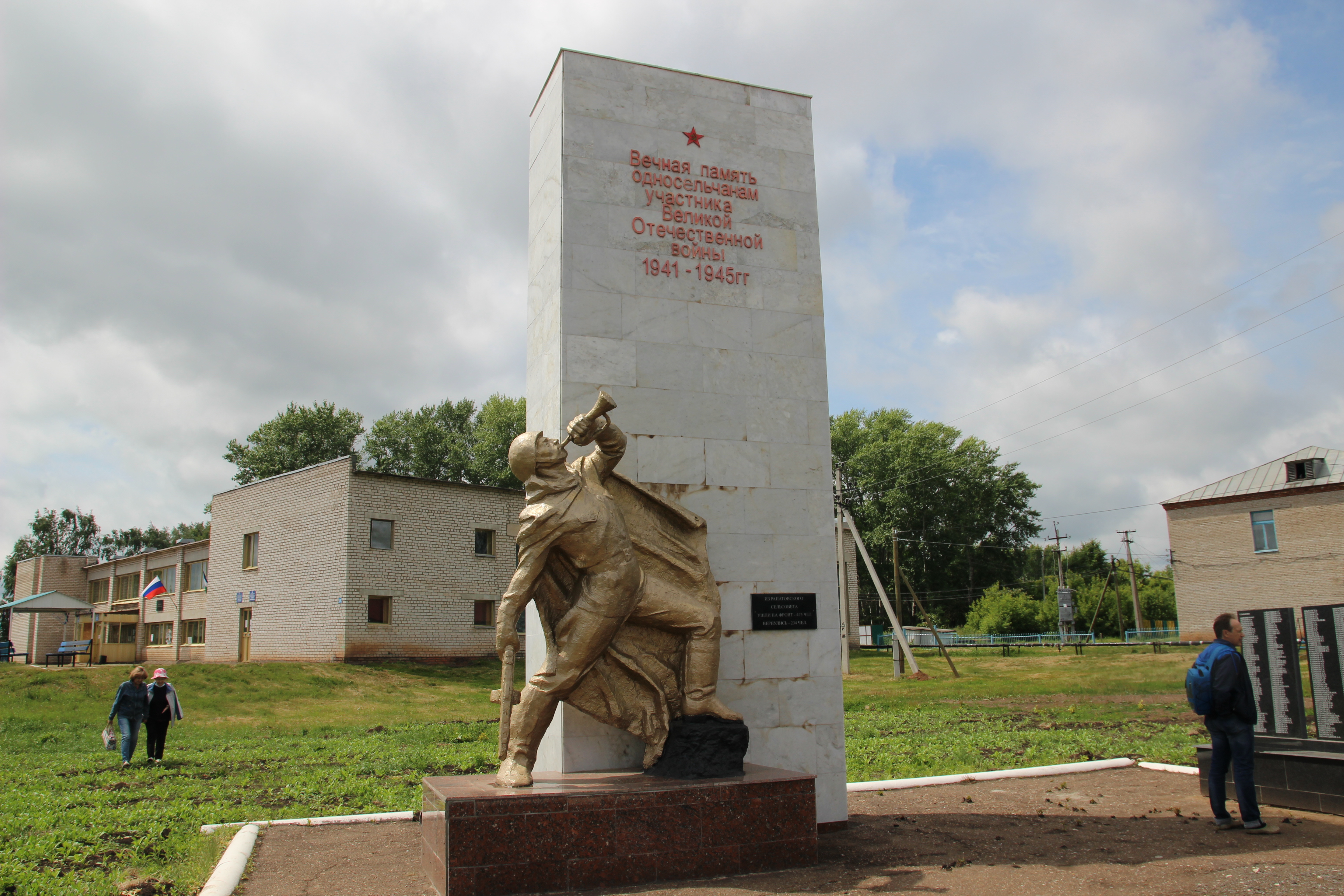
Мемориал в честь погибших в Великой Отечественной войне уроженцев села

Согласно переписи 2002 года, преобладающие национальности — татары (54 %), башкиры (44 %).
По итогам переписи 2020 года в Рапатово проживало 613 человек, 611 указали национальность, из них: татары (51,9 %), башкиры (47,5 %), русские (0,16%), узбеки (0,16%).

## Религия
В селе есть мечеть.

## Известные уроженцы
- Смаков, Ильфак Музипович  (1940-1993)— башкирский певец (баритон), народный артист БАССР (1985), заслуженный артист РСФСР (1989) и БАССР (1978). Похоронен на кладбище села Рапатово.
- Юсупов, Ринат Шайхуллович (1947-2020) — тракторист колхоза им. Карла Маркса Чекмагушевского района БАССР, Герой Социалистического Труда. Похоронен на кладбище села Рапатово.
- Идрисов Сагит Билалович (1925-1988) — Герой социалистического труда, депутат Верховного Совета БАССР седьмого созыва. Похоронен на кладбище села Рапатово.
- Зайнетдинова Гульфира Галлямовна (р.1948) — Заслуженный работник культуры БАССР.